# Laxou
Laxou [laksu] ist eine französische Stadt mit 15.126 Einwohnern (Stand 1. Januar 2022) im Département Meurthe-et-Moselle in der Region Grand Est (bis 2015 Lothringen). Sie gehört zum Arrondissement Nancy und zum Kanton Laxou.

## Geografie
Laxou grenzt unmittelbar westlich an den Stadtkern von Nancy. Die beiden Städte gehen ohne sichtbare Grenze ineinander über. Auf der Gemarkung von Laxou zweigt die Autoroute A33 von der Autoroute A31 ab. Im Westen von Laxou schließt sich das Waldgebiet Forêt de Haye an.

## Geschichte
Während des Zweiten Weltkriegs wurde der Ort am 10. Mai 1940 von der Luftwaffe bombardiert, sechs Menschen wurden dabei getötet. Am 18. Juni 1940 nahmen Soldaten der Wehrmacht Nancy und seine Vororte ein.

### Bevölkerungsentwicklung
| Jahr      | 1962   | 1968   | 1975   | 1982   | 1990   | 1999   | 2007   | 2019   |
| Einwohner | 14.392 | 15.898 | 16.766 | 17.018 | 15.490 | 15.288 | 14.875 | 14.366 |

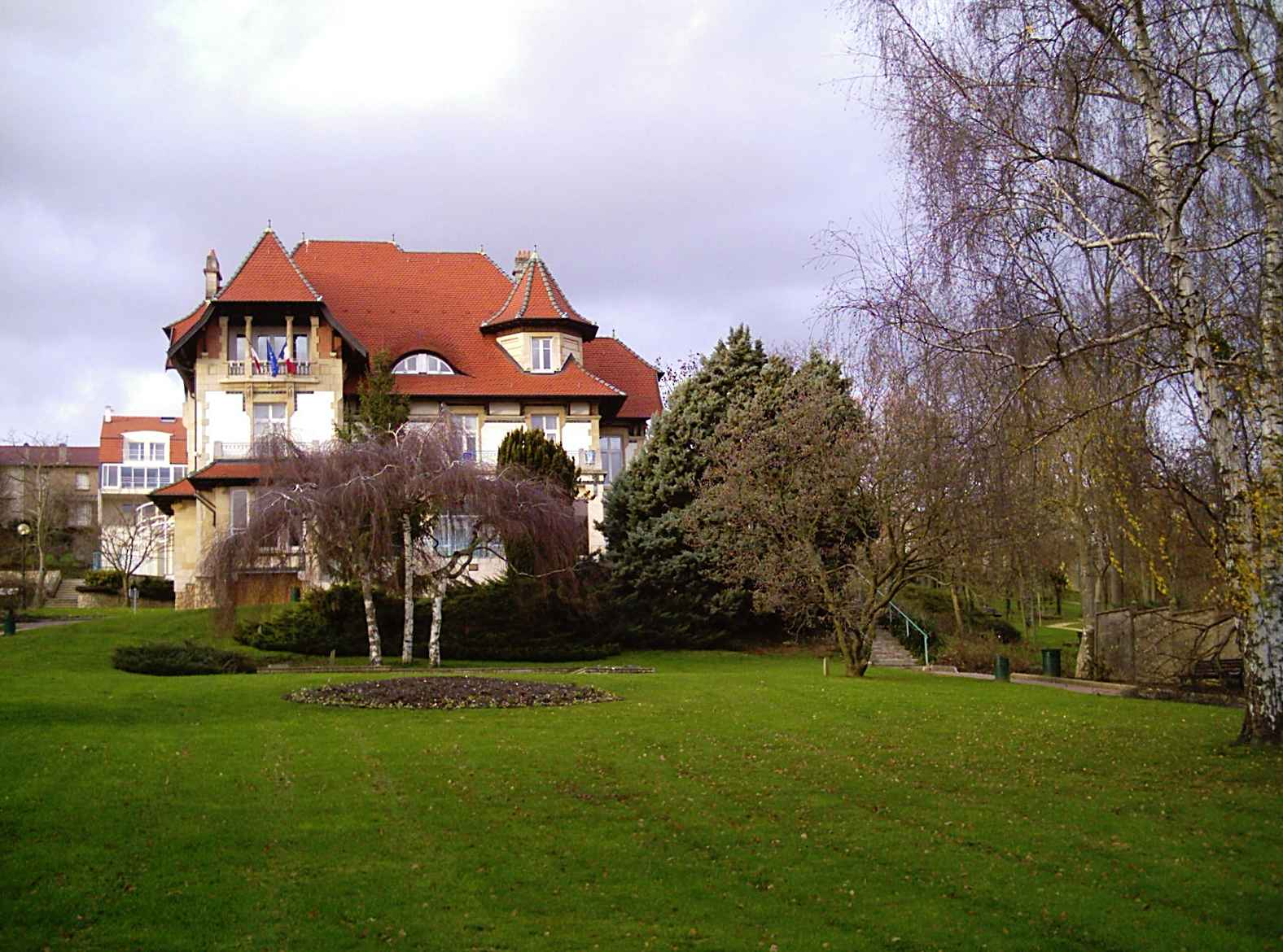
Mairie (Rathaus)
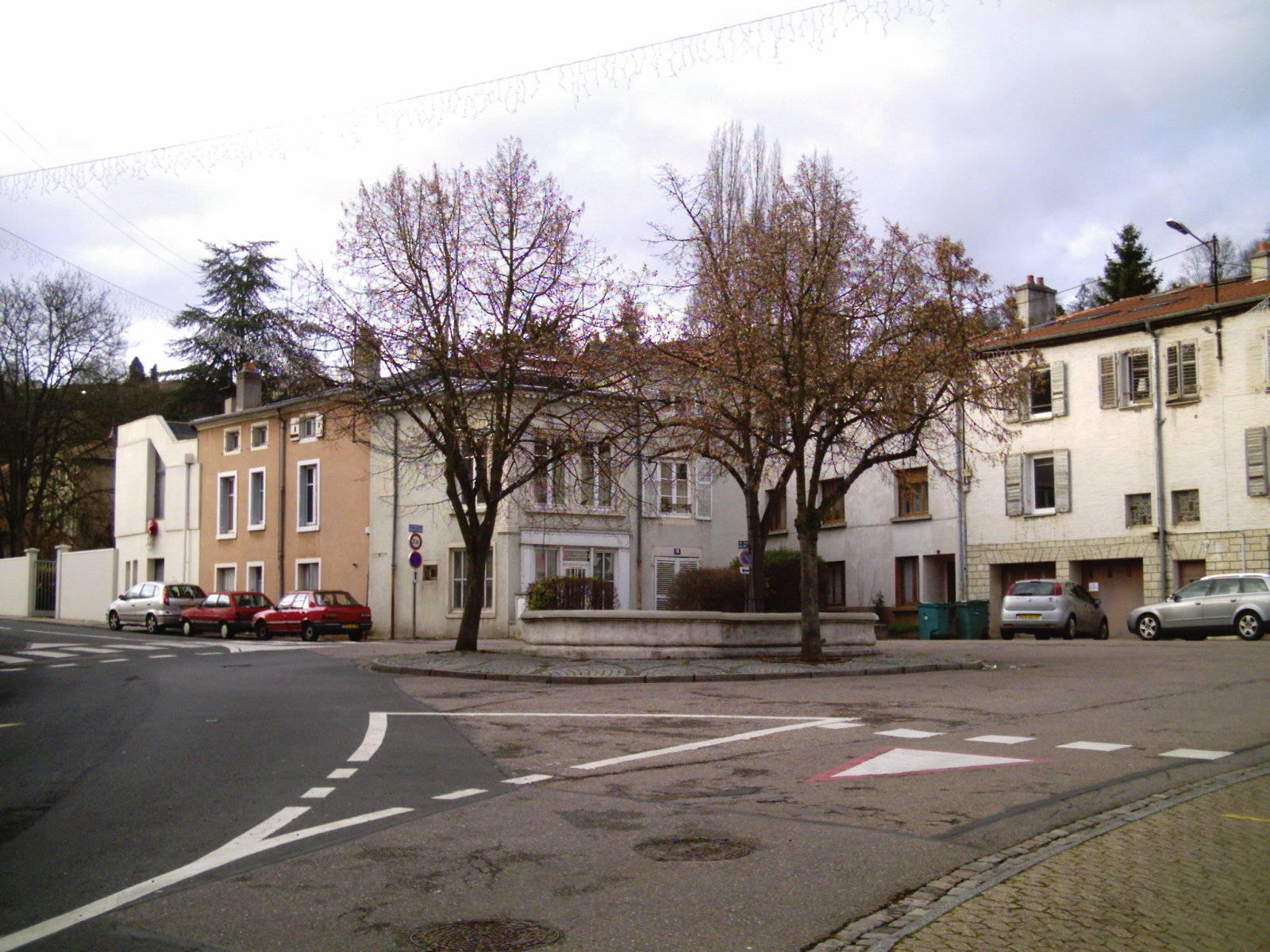
Place du jet d’eau (2007)

## Städtepartnerschaften
- Heubach, Deutschland, seit 1964
- Andéramboukane, Mali, seit 1999
- Tillia, Niger, seit 2008

## Persönlichkeiten

### In Laxou geboren
- Laurent Petitgand (* 1959), Komponist, Filmkomponist, Sänger, Schauspieler und Instrumentalist
- Fabrice Parme (* 1966), Comiczeichner
- Laurent Hénart (* 1968), Politiker und Bürgermeister von Nancy
- Nicolas Beaupré (* 1970), Historiker
- Marie Jay Marchand-Arvier (* 1985), Skirennläuferin
- Basile Camerling (* 1987), Fußballspieler
- Benjamin Jeannot (* 1992), Fußballspieler

### Weitere mit Laxou verbundene Personen
- Bénédict Augustin Morel (1809–1873), Psychiater, war von 1848 bis 1856 Leiter einer psychiatrischen Anstalt im Ortsteil Maréville.
- Saint-Just Péquart (1881–1944), Archäologe, wohnte ab 1924 in Laxou. Sein damaliges Anwesen ist das heutige Rathaus der Stadt.[3]
- Marie Marvingt (1875–1963), Pilotin und Athletin, starb in Laxou.